# Ericameria compacta
Ericameria compacta là một loài thực vật có hoa trong họ Cúc. Loài này được (H.M.Hall) G.L.Nesom mô tả khoa học đầu tiên năm 1990.